# やっちゃおう!コント55号
『やっちゃおう!コント55号』（やっちゃおう コントごじゅうごごう）は、1970年1月7日から同年4月1日までNET系列局で放送されていたNETテレビ（現・テレビ朝日）製作のバラエティ番組である。放送時間は毎週水曜 19:30 - 20:00 （日本標準時）。

## 概要
『ウォー!コント55号』に続いて企画されたコント55号の公開番組。本番組は、舞台の上で可能な範囲であればコント55号に何でも好きなようにやらせていた。例えば2人が観客の1人から物を借り、それをネタにしてのクイズ企画をやろうとしたこともある。
番組は3か月で終了。替わって木曜20:00枠でコント55号主演のテレビドラマ『コント55号60分一本勝負』がスタートした。